# زيدون تريكو
زيدون تريكو (10 تشرين الأول 1961)هو فنان عراقي وعازف عود، ولد في مدينة بغداد عاصمة العراق من عائلة فنية وحرفية اكتسبت شهرة في العراق والعالم العربي. له أثر كبير في تطوير آله العود وله اختراعات فيها أهمها (العود الزيدوني - العود ذو الزندين) والتلفاز المائي (التلفزيون المائي).

درس في معهد الفنون الجميله (قسم الموسيقى والأنشاد) سنة (1979) بغداد وتخرج فيها بتفوق سنة (1984) بغداد. تخصص في العزف على آلة العود وفي التأليف الموسيقي. اكمل دراسته في أكادمية الفنون الجميله (الإخراج الإذاعي) سنة (1988) بغداد.تخصص في موسيقى الدراما.
متزوج وله ابنتان (بسمة وشمس), تربى زيدون في بيت صغير وسط عائلة تتألف من 4 اخوان هم (اكرم وكامل وضياء وضرغام) و3 اخوات ( نسرين وهيلين وماري). منذ صغره كانت عائلته غير مستقره حيث كانت تنتقل من منطقة إلى أخرى في بغداد بحكم عمل أبيه.عاش تريكو محن كثيرة بسبب فقره وإضطهاده. اكتشف البوادره الفنية عند بلوغة الـ 9 أعوام. فبدأ بتأليف الموسيقي وتعلم العزف على آلة العود، أول لحن له كان موسيقى (تقدَم) ومن بعد هذه الموسيقى، أصبح الطريق واضحاً ومرسوما لمشوار حياته حيث كان يطمح إلى مساندة عائلته وتحسين مستوى عيشهم. فهو قد تربى وسط عائله فنيه و مثقفة لكن محدوده الدخل (حيث كان يعيش مع عائلتهِ وعائلة عمهم وجدهم وجدةُ في بيت صغير) وكان مصروف البيت يوفره والده المحامي الشاعر تريكو صكر المراني صاحب ديوان الشعرالمشهور (ديوان المراني). منذ صغره كان تريكو يعتمد على نفسه فكان يعمل في تصليح الأعمال الفنيه ومنها استطاع توفير مواد لبناء آلة العود بمساعدة اخيه المهندس كامل تريكو. فأول آلة موسيقية عزف عليها كانت من صناعة.
وأصبح لديه اليوم العشرات من المؤلفات الموسيقيه جسدت صور الحياة والطبيعة والغربة وحنين إلى الوطن.

## حياته الفنية
بدأ حياته الفنية في سن التاسعة من خلال اجتهاده الشخصي وتعلمه على اله العود التي صنعها بمساعده اخيه كامل تريكو.
 بعد انهاء دراسته المتوسطة دخل معهد الفنون الجميلة (قسم الموسيقى والأنشاد) سنة (1979) بغداد وتخرج منها عازف العود وكان ترتيبه الأول على قسمه (قسم الموسيقى والإنشاد) والثالث على المعهد وكان من العشرة الأوائل لذا قبل في كلية الفنون 
الجميلة  في بغداد درس (الإخراج الأذاعي) سنة1984 بغداد وتخرج منها بتفوق
سنة (1987-1988) 
خلال سنوات دراسته تتلمذ على ايدي خيرة الأساتذة والمبدعين العراقين منهم
 (غانم حداد، عباس جميل، حسين قدوري، روحي الخماش) في الموسيقى
اما فن الإخراج فتتلمذ على يد (دكتور فاضل خليل، اسعد عبد الرزاق، سامي عبد الحميد، جعفر علي) إلى أن كون لنفسه بصمة خاصة بموسيقاه.
كان لوالده المحامي الشاعر تريكو صكر المراني صاحب ديوان الشعرالمشهور
(ديوان المراني) اثر كبير في حياته. فقد تعلم من والده فن الخط والزخرفة والنقش واستفادة منها في زخرفة الاعواد التي صنعها بحرفية عالية الجودة
| زيدون تريكو | والدي كان معلمي | زيدون تريكو |

## أختراعاته
منذ صغره كان يهتم بالصوت وكيفية استغلاله، وبعد عدة محاولات لاقت إحداها إعجاب مدرسيه وزملائه في المدرسة الابتدائية فعمل على تصميم سيارة خشبية تتحرك وتعمل على موجات الصوت وامتدت أفكاره لتطوير واختراع عدد كبير من الاختراعات.
أهم اختراعاته:

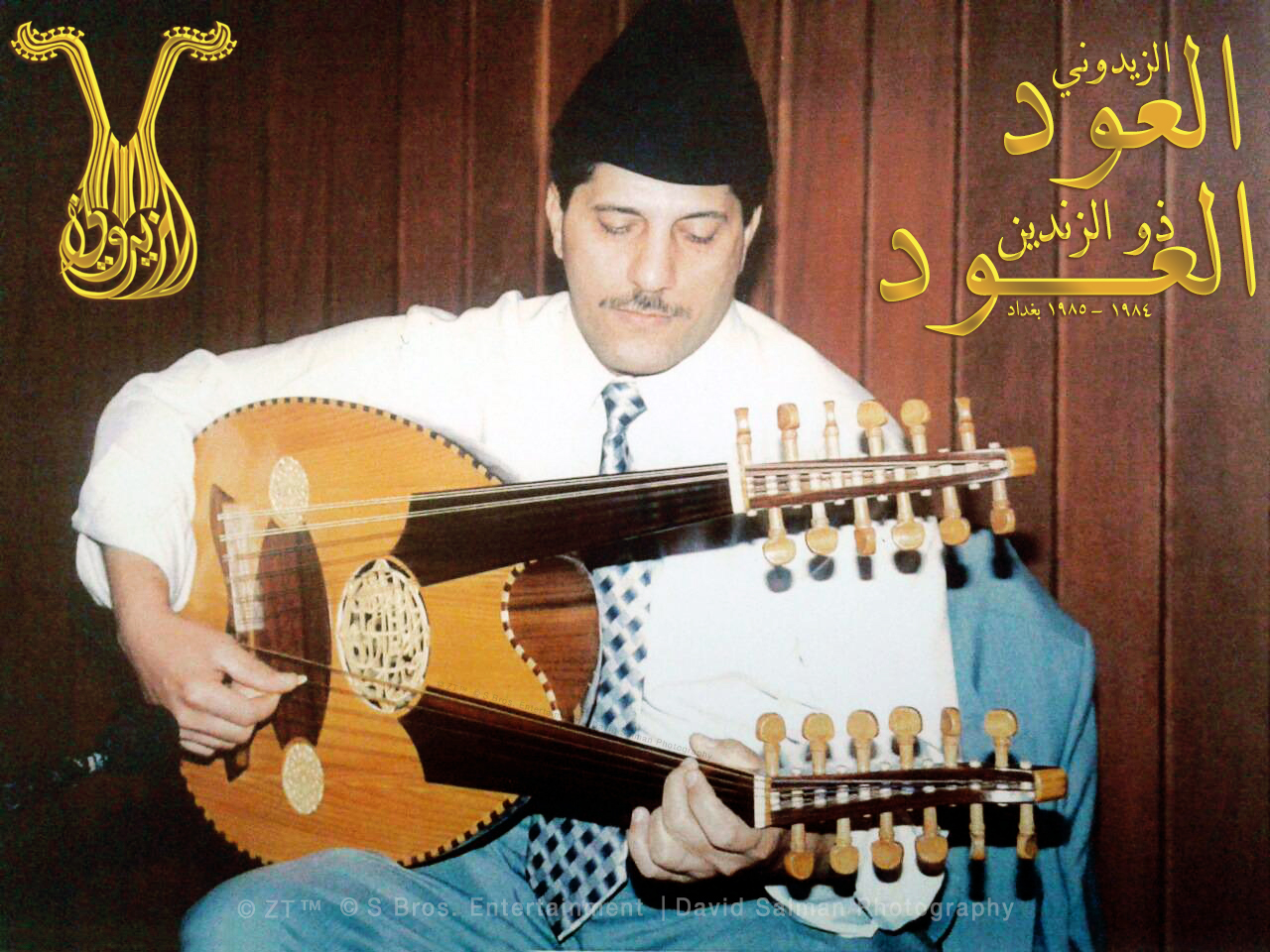
العود الزيدوني - العود ذو الزندين مع مخترعِه الفنان زيدون تريكو 1984 -1985 بغداد، العراق

(العود الزيدوني - العود ذو الزندين): وهو إضافة زند ثاني للعود الأصلي،  ليحقق مايلي: بوجود أوتار الباص التي صنعتها خصيصا لهذا العود فهو يحقق 8 أوكتاف بدون صعوبة ويعني بقدر مساحة البيانو الكلاسيكي (زند باص وزند سوبرانو) ممكن يعزف بهذا العود بكلا اليدين (اليسار واليمين).
الميزة الأكثر أهمية هي أن الزند العلوي يعطي صوت العود الاعتيادي أما الزند السفلي يعطي صوت جديد يشبه صوت السنطور أو البزق وأن العزف باستخدام الزندين معا سيعطيك تلوينا جديدا في الصوت وكأنك تسم صوتين أو ثلاثة في آن واحد وبنفس المهارة والتكنيك.
1. (إضافات على العود الاعتيادي ذو الزند الواحد): 
  1. العود الزيدوني ذو الغزالات الانزلاقية المتحركة: وهو يحقق سهولة عزف أصعب الجمل الموسيقية بل ويعطيك أفق أكبر عند تكوين الجملة الموسيقية أي بدل أن تعزف في عود فبه ستة أوتار فسيصبح عزفك بعود فيه 120 وتر وأيضا يحقق التغيير في (دوزان الأوتار) أي التلاعب في الدرجات الصوتية حسب مايريده العازف أو حسب الجملة الموسيقية الجديدة والفريدة التي يتم إظهارها.
  2. العود الزيدوني ذو الدوسة المتحركة:يعني التحكم بالمسافة مابين الاوتار وسطح الزند (هذا يعني إصدارالصوت الواضح النقي من خلال هذه المسافة)، العازف المحترف لا يعزف بعود تكون المسافة (الدوسة)غير مريحة ليده وأذنه. إذن بهذا الابتكار فقط تغلب الفنان على الظروف المناخية المتغيرة (كالبرودة والرطوبة والحرارة) المؤثرة على العود.
2. (الكمان الزيدوني):
  1. الكمان الزيدوني ذو الصوت الجهوري (الباص): وهو صوت الكمان والربابة معاً وبذلك يصدر صوت جديد متمييز جدا، أي صوت شبيه بالربابة بسعة مساحة الكمان وتكنيكه.
  2. الكمان الزيدوني ذو الصوت المزدوج: يحقق هذا الكمان صوتاً متناغماً بكل الأصوات الصادرة وهذا التناغم يكون متغيرا حسب ما يرتئيه العازف، كأنك تسمع من هذه الآلة المبتكره صوت الآلتين كمان.
3. الجوزة الزيدوني: (المتكامله والموازيه لآلة الكمان): صوت الجوزة بإمكانية وتقنية آلة الكمان أي تحقق السهولة والرشاقة: في العزف، وفي الانتقال من أوكتاف إلى آخر، وفي تحقيق التونات العالية والمنخفضة (البوزشن).
4. الرق الزيدوني: الكلاسيكي والمتغير الصوت، أي سرعة التحكم في الصوت الغليظ والحادّ معا (صوت الباص والسبرانو).
5. الأوتار الزيدوني: (الخاصة بالعود ذو الزندين) التي تحقق الصوت الغليظ (الباص).
6. التلفاز المائي: الذي سجل في أبوظبي باسم رئيس الدولة الشيخ زايد بن سلطان آل نهيان، تشاهد صورة ثابتة أو متحركة ملونة أو كلمة مكتوبة على شلال مائي.
7. الموسيقى المائية: هي أصوات جديدة فريدة يصدرها الماء المتحرك. فهي ليست كموسيقى التي تصدرها الآلآت الموسيقية إنما يتم التحكم بالآلة من خلات التحكم بالماء.

## حفلاته الموسيقية الخاصة
اقام الكثير من الحفلات والامسيات الموسيقية خارج القطر منها:
1. خشبة مسرح أسامة المشيني سنة 1997 عمان الأردن احياء امسية موسيقية بعنوان (شرقيات زيدونية) على خشبة مسرح المركز الثقافي الملكي (عمان) سنة 1997 الأردن
2. احياء امسية موسيقية على مسرح النادي السياحي ابو ظبي سنة 2001 الأمارات العربية المتحدة
3. احياء امسية موسيقية على مسرح نادي الضباط  عجمان  الأمارات العربية المتحدة
4. احياء امسية موسيقية بعنوان (صوت الرافدين) على مسرح المجمع الثقافي سنة 2003 ابو ظبي
5. احياء امسية موسيقية بعنوان (بسمات بغدادي) على مسرح المركز الثقافي العربي سنة 2009 دمشق، سوريا
6. احياءامسية موسيقية بعنوان (حبيبتي رنداي) على مسرح المركز الثقافي العربي سنة 2010 دمشق، سوريا

## أهم المهرجانات والمشاركات الفنية
1. مهرجان تخرج طلبة معهد الفنون الجميلة (بغداد) سنة 1984، العراق
2. المهرجان القطري الثاني لطلبة الثانويات سنة 1985 بغداد، العراق
3. شارك في عمل موسيقى الافتتاح للمهرجان الأذاعي الأول سنة 1988 بغداد، العراق
4. شارك في تقديم إحدى الآلحان الغنائية الوطنية على خشبة المسرح الوطني في المهرجان الوطني للاغنية الوطنية سنة 1989 بغداد، العراق
5. شارك في احياء احتفالية شعرية غنائية في مهرجان جاليري الفينيق سنة 1995 عمان، الأردن
6. شارك في احياء احتفالية شعرية غنائية في مهرجان قصرالحصن سنة 1995 عمان، الأردن
7. شارك في امسية شعرية للشاعر الكبير عبد الرزاق عبد الواحد كعازف مرافق
8. شارك مع الفرقة الموسيقية في مهرجان جرش الدولي.
9. شارك مع الفرقة الموسيقية في مهرجان العقبة الأردني.
10. شارك في احياء الأمسية الشعرية في يوم البيئة الوطني الخامس على مسرح المجمع الثقافي أبوظبي سنة 2002 ابو ظبي، الإمارات العربية المتحدة
11. شارك في احياء وانجاح فعاليات شهر الثقافة العراقية في اتحاد ادباء الأمارات سنة 2002 ابو ظبي، الإمارات العربية المتحدة
12. شارك في احياء امسية شعرية موسيقية اتحاد كتاب أبو ظبي سنة 2002 ابو ظبي، الإمارات العربية المتحدة
13. شارك في احياء امسية موسيقية تضامنا مع العراق وفلسطين اتحاد كتاب الأمارات سنة 2002 ابو ظبي، الإمارات العربية المتحدة

## مساهماته الموسيقة
- وضع المقدمة الموسيقيه والغنائيه لبعض إطروحات تخرج طلبة الأكادميه  منها:

1. التمثيلية الأذاعيه (الشهيد)
2. التمثيلية الأذاعيه (الصياد) سنة 1988.

- وضع موسيقى الافتتاح للمهرجان الأذاعي الأول المقام في بغداد سنة 1988

كانت للحرب الأمريكية على العراق عام2003 أثر كبيرعلى مسيرة وحياة زيدون تريكوالإنسانية والفنية فقد قدم فيها:
1. عمل ديكور مسرحية (تلفزيون 2000) بطولة جاسم شرف وسامي محمود في الشارقة
2. وضع موسيقى تصويريه لفلم وثائقي (عن العراق) إطروحة طالب أمريكي.. في سنة 2006 سوريه

1. لقد شاركت في إحياء عدد من الأمسيات الفنيه والموسيقيه في آوغسبورغ، ألمانيا 2016.

- حفلتين في (نيروده كلتور كافيه) آوغسبورغ، ألمانيا 2016.
- حفله واحده في رات هاوس. آوغسبورغ، ألمانيا 2016.
- حفله واحده في نادي السرياني (نادي الرافدين الآشوري).

## أعماله مع الفنانين
لديه أكثر من 380 مؤلف موسيقي وغنائي، عزف مع بعض المطربين امثال:
ياس خضر..رضا الخياط..فاضل عواد..عباس جميل وأحلام وهبي....وعزف مع الفرقة الموسيقيه الأردنيه في مهرجان العقبة.
* اصدقائه الفنانين:
عباس جميل.. كاظم الساهر..والنجم برنس الأغنية العربية ماجد المهندس
والفنانون مهند محسن..عادل المختار..سامي قفطان..جلال كامل..كريم هميم..وخالد محمد علي..والدكتور الموسيقي فتح الله أحمد..المهندس سلمان سعيد..د.باسم مطلب..د.نصيف جاسم..والفنان فالح حسن..والموسيقار سلطان الخطيب..والفنان التشكيلي مُخلد المختار وآخرون كثيرون.

## أعماله وخبراته
1. ورشة الزيدوني لتصنيع وتصليح الآلات الموسيقيه سنة 1987 بغداد.
2. مدرس موسيقى في ثانوية الرمادي للبنين سنة 1990 الرمادي، العراق.
3. عمل في مجال الموسيقى كعازف ومدرس ومؤلف سنة 1995 عمان، الأردن.
4. عمل كمدرس وصانع الآلة العود في شركة صوت الفن للموسيقى سنة 1998 ابو ظبي، الأمارات العربية المتحدة
5. أسس معهده الزيدوني للموسيقى سنة سنة 2000 ابو ظبي، الأمارات العربية المتحدة
6. أسس ورشة الزيدوني لتصنيع الآلة العود سنة (2005-2012) دمشق- سوريه
7. عمل في تصنيع الآلة العود والتأليف الموسيقي سنة 2013 عمان، الأردن

## الجوائز التقديرية والتكريمية
حصل الفنان زيدون تريكو على العديد من الجوائز التقديرية والتكريمية في العراق والعديد من الدول العربية.
- شهادة تقديرية من جامعة بغداد عن مشاركته في عمل موسيقى الافتتاح للمهرجان الأذاعي الأول سنة 1988 بغداد.
- شهادة تقديرية من رابطة الموسيقين الأردنين عن مشاركته في العزف مع الفرقة الموسيقية في مهرجان العقبة سنة 1994 الأردن
- شهادة شكر وتقدير من المنتدى الثقافي بنادي أبو ظبي السياحي عن مشاركته في احياء امسية شعرية سنة 2002 أبوظبي
- شهادة شكر وتقدير من الهيئة الأتحادية للبيئة عن مشاركته في احتفالات الدولة بمناسبة يوم البيئة الوطني الخامس سنة 2002 أبوظبي
- شهادة تقديرية من نادي الضباط  عن مشاركته في احياء امسية موسيقية للوفود العربية سنة 2002 أبوظبي
- شهادة تقديرية من إدارة معهد صلحي الوادي عن مشاركته كعضو لجنة تحكيم في مسابقة العود الدولية الثانية سنة 2009 دمشق سوريا

## اخر أعماله
- قام الفنان زيدون تريكو بتلحين أنشودة سلاماً يا يدَ الزمنِ  لـشاعر العراق الكبيرعبد الرزاق عبد الواحد وتم إنتاجها ونشرها بعد حضورهِ تأبين الشاعر، 2015 ميونخ، ألمانيا
- يقوم الفنان زيدون بكتابه وتلحين عدد من الأغاني بالتعاون مع S Bros. Entertainment واستوديو (يحيى سلمان - Yahya Salman) مع

(ديفد سلمان - David Salman) شتوتغارت 2016 , ألمانيا

## وصلات خارجية
1. موقع زيدون تريكو الرسمي

اللقائات على المحطات التلفزيونيه
قام الفنان بعدة لقاءات في التلفزيون والصحافة العراقيه والعربية..
- التلفزيون العراقي..في برنامج عدسة الفن، سنة 1988
- التلفزيون العراقي..برنامج عالم الموسيقى، (تقديم د. خالد), سنة 1988.
- الصحافة العراقيه.. لقاء في جريدة الجمهورية، سنة (1990-1991).
- الصحافة العراقيه.. لقافي مجلة ألف باء، سنة (1990-1991).
- جريدة القادسية.., سنة 1991.
- التلفزيون الأردني.., برنامج يسعد صباحك ياأردنا، سنة (1990-1991).
- الصحافة الأردنيه..في صحيفة الرأي، سنة (1995-1997).
- الصحافة الأردنيه..في صحيفة العرب واليوم، سنة (1995-1997).
- الصحافة الأردنيه..في صحيفة الدستور، سنة (1995-1997).
- التلفزيون الأماراتي.. في برنامج زوم، أبو ظبي
- تلفزيون دبي.., سنة 1988.
- تلفزيون الشارقة.., سنة 1988.
- تلفزيون عجمان.., سنة 1988.
- الصحافة الأماراتيه..في صحيفة الاتحاد سنة 2002.
- الصحافة الأماراتيه..في صحيفة الاتحاد سنة 2003.